# Ait Siberne
Ait Siberne (franska: Ait Siberne (CR), Ait Siberne (Commune Rurale), arabiska: حودران) är en kommun i Marocko.   Den ligger i provinsen Khémisset och regionen Rabat-Salé-Kénitra, i den nordöstra delen av landet, 90 km öster om huvudstaden Rabat. Antalet invånare är 5 232.